# Le Vagabond des îles
Pour plus de détails, voir Fiche technique et Distribution.
Le Vagabond des îles (The Beachcomber) est un film britannique réalisé par Muriel Box, sorti en 1954.

## Synopsis
Ewart Gray, le nouveau représentant de la couronne, arrive aux Îles Welcome en grand uniforme, tout excité à l'idée de ce nouveau poste. On le prévient que son prédécesseur s'est suicidé à cause de la solitude, ce qui refroidit un peu son enthousiasme. Une fois débarqué du bateau, il se rend compte que son logement n'est pas prêt et accepte l'invitation du révérend Owen Jones et de sa sœur Martha. Il trouve leur compagnie agréable, mais bientôt un peu envahissante, il décide alors d'occuper son logement, même soi les travaux ne sont pas terminés. Le même soir, il reçoit la visite du seul autre Européen résidant sur l'île, Edward Wilson, alias "l'Honorable Ted", qui en profite pour boire une grande partie du whisky de Gray.
Un an plus tard. Gray est déçu de voir Ted arrêté pour avoir encouragé une fille de la mission à voler de l'argent qu'il a ensuite bu avant d'être impliqué dans une bagarre d'ivrognes. Gray rompt avec les habitudesde son prédécesseur en condamnant Ted à trois mois de travail sur une île voisine. Sur place, le chef du village souffre d'appendicite. Comme son frère, qui fait aussi fonction de docteur, est malade, Martha se rend sur l'île et réussit l'opération. Elle soigne le chef, ainsi qu'un éléphant apprivoisé dont la trompe a été abîmée à la suite de l'attaque d'un crocodile. Sur le chemin du retour, elle voyage avec Ted, qui a accompli sa sentence. Elle désapprouve fortement Ted, d'autant plus que lui et l'équipage sont la plupart du temps saouls. Lorsque l'hélice tombe en panne, ils sont forcés de passer la nuit sur une petite île déserte. Elle est convaincue que Ted va essayer d'abuser d'elle, mais à sa surprise il la laisse seule toute la nuit, sauf pour lui apporter des couvertures.
De retour à la capitale, elle commence çà voir en Ted des signes de bonté. Par contre lui ignore ses tentatives de le connaître mieux. Il continue à boire autant qu'auparavant, et se trouve impliqué dans une autre bagarre. Cette fois, Gray est obligé de le condamner à la déportation en Australie. Son départ est retardé par une soudaine épidémie de choléra. Comme toutes les personnes disponibles sont requises par la capitale, seule Martha peut être envoyée dans les îles pour traiter les malades. Comme le gouverneur et son frère sont inquiets de la voir partir seule et qu'ils craignent une rébellion de la population locale, ils n'acceptent de la voir partir que si Ted l'accompagne.
Une fois sur place, Martha et Ted sont en butte à l'hostilité de la population, qui rend les Européens responsables de l'épidémie. Après leur avoir rappelé que c'est elle qui a sauvé leur chef quelques mois auparavant, ils acceptent de se faire soigner. Martha et Ted commencent à s'apprécier mutuellement et finissent par s'embrasser. Mais ils n'arrivent pas à guérir une jeune femme et la foule les menace de mort. Lorsque l'éléphant qui devait les écraser reconnaît Martha, il s'arrête car il a reconnu celle qui l'avait soigné. Devant ce miracle, la foule les laisse partir. De retour à la capitale, Martha et Ted se marient.

## Fiche technique
- Titre original : The Beachcomber
- Titre français : Le Vagabond des îles
- Réalisation : Muriel Box
- Scénario : Sydney Box, d'après la nouvelle The Vessel of Wrath (Le Fléau de Dieu) de William Somerset Maugham
- Direction artistique : George Provis
- Décors : Vernon Dixon
- Costumes : Dorothy Sinclair
- Photographie : Reginald Wyer
- Son : C.C. Stevens, Gordon K. McCallum
- Montage : Jean Barker
- Musique : Francis Chagrin
- Production : William MacQuitty, Sydney Box
- Production exécutive : Earl St. John
- Société de production : London Independent Producers
- Société de distribution : General Film Distributors
- Pays de production :  Royaume-Uni
- Langue originale : anglais
- Format : couleur (Technicolor) — 35 mm — 1,66:1 — son mono
- Genre : Comédie dramatique
- Durée : 82 minutes
- Dates de sortie : 
  - Royaume-Uni : 10 août 1954
  - France : 10 août 1955

## Distribution
- Glynis Johns : Martha Jones
- Robert Newton : Edward "Ted" Wilson
- Donald Sinden : Ewart Gray
- Walter Crisham : Vederala
- Michael Hordern : chef du village
- Paul Rogers : Révérend Owen Jones
- Donald Pleasence : Tromp